# 영신중학교 (충북)
영신중학교(永新中學校)는 대한민국 충청북도 영동군 영동읍 매천리에 있는 사립 중학교이다.

## 학교 연혁
- 1967년 9월 25일 : 시온중학교 개교
- 1971년 1월 19일 : 제1회 졸업식
- 1971년 1월 29일 : 영신중학교로 교명 변경
- 1974년 1월 18일 : 국악부 창설
- 1989년 12월 20일 : 후관 건물 준공
- 1996년 3월 20일 : 역도부 창설
- 1996년 10월 11일 : 본관 교실 개축 준공
- 2004년 12월 17일 : 다목적 교실 준공
- 2016년 1월 13일 : 박범용 이사장 취임
- 2018년 12월 26일 : 급식소 신축
- 2023년 3월 2일 : 제9대 김윤기 교장 취임
- 2024년 1월 5일 : 제54회 졸업식(총 졸업생 7,359명)
- 2024년 3월 4일 : 제57회 입학식(75명)

## 참고 자료
- 영신중학교 - 한국교육학술정보원 학교알리미